# Emiliano Agüero
Emiliano Germán Agüero (Boulogne Sur Mer, provincia de Buenos Aires, Argentina; 21 de enero de 1995) es un futbolista argentino. Juega como volante central y su equipo actual es el Olmedo de la Segunda Categoría de Ecuador.

## Trayectoria

### Chacarita
Realizó las inferiores en el club.

### Club Atlético River Plate
Fue comprado por River Plate y jugó en la reserva. El volante central, llegó a ir al banco de suplentes e incluso debutó extraoficialmente en Salta, contra San Lorenzo en un amistoso de verano. No teniendo minutos en primera decide irse a préstamo a Argentinos Juniors.

### Argentinos Juniors
Debutaría oficialmente el 15 de febrero de 2015 en Argentinos Juniors en un partido contra Atlético Rafaela de la Primera División de Argentina. Disputó 13 partidos en el Bicho (880 minutos).

### San Martín de San Juan
Llega a préstamo a San Martín de San Juan por 18 meses sin cargo y sin opción de compra.Finalizado el préstamo, rescindió el contrato con River y volvió a San Martín.

### Guillermo Brown
Llega libre desde San Martín de San Juan.

## Clubes
| Club                   | País      | Año       |
| ---------------------- | --------- | --------- |
| River Plate            | Argentina | 2014      |
| Argentinos Juniors     | Argentina | 2015      |
| San Martín de San Juan | Argentina | 2016-2018 |
| Brown de Puerto Madryn | Argentina | 2018      |
| River Plate            | Paraguay  | 2019-2021 |
| Manta F. C.            | Ecuador   | 2022-2023 |
| Olmedo                 | Ecuador   | 2025-act. |

### Estadísticas
| Club | Div.                | Temporada           | Liga  | Liga  | Liga   | Copas Nacionales(1) | Copas Nacionales(1) | Copas Nacionales(1) | Torneos Internacionales(2) | Torneos Internacionales(2) | Torneos Internacionales(2) | Total | Total | Total  |
| Club | Div.                | Temporada           | Part. | Goles | Asist. | Part.               | Goles               | Asist.              | Part.                      | Goles                      | Asist.                     | Part. | Goles | Asist. |
| --- | ------------------- | ------------------- | ----- | ----- | ------ | ------------------- | ------------------- | ------------------- | -------------------------- | -------------------------- | -------------------------- | ----- | ----- | ------ |
| Argentinos Argentina |                     |                     |       |       |        |                     |                     |                     |                            |                            |                            |       |       |        |
| 1.ª | 2015                | 13                  | 0     | 0     | 0      | 0                   | 0                   | -                   | -                          | -                          | 13                         | 0     | 0     |        |
| Total | Total               | 13                  | 0     | 0     | 0      | 0                   | 0                   | -                   | -                          | -                          | 13                         | 0     | 0     |        |
| San Martín (SJ) Argentina                                                                                                 |                     |                     |       |       |        |                     |                     |                     |                            |                            |                            |       |       |        |
| 1.ª | 2016                | 1                   | 0     | 0     | 0      | 0                   | 0                   | -                   | -                          | -                          | 1                          | 0     | 0     |        |
| 1.ª | 2016-17             | 13                  | 0     | 0     | 0      | 0                   | 0                   | -                   | -                          | -                          | 13                         | 0     | 0     |        |
| 1.ª | 2017-18             | 16                  | 1     | 0     | 0      | 0                   | 0                   | -                   | -                          | -                          | 16                         | 1     | 0     |        |
| Total | Total               | 30                  | 1     | 0     | 0      | 0                   | 0                   | -                   | -                          | -                          | 30                         | 1     | 0     |        |
| Brown (PM) Argentina |                     |                     |       |       |        |                     |                     |                     |                            |                            |                            |       |       |        |
| 2.ª | 2018-19             | 2                   | 0     | 0     | 0      | 0                   | 0                   | -                   | -                          | -                          | 2                          | 0     | 0     |        |
| Total | Total               | 2                   | 0     | 0     | 0      | 0                   | 0                   | -                   | -                          | -                          | 2                          | 0     | 0     |        |
| Manta F. C. · Ecuador |                     |                     |       |       |        |                     |                     |                     |                            |                            |                            |       |       |        |
| 2.ª | 2022                | 18                  | 1     | 0     | 0      | 0                   | 0                   | -                   | -                          | -                          | 18                         | 1     | 0     |        |
| 2.ª | 2023                | 35                  | 2     | 0     | 0      | 0                   | 0                   | -                   | -                          | -                          | 35                         | 2     | 0     |        |
| Total | Total               | 53                  | 3     | 0     | 0      | 0                   | 0                   | -                   | -                          | -                          | 53                         | 3     | 0     |        |
| Total en su carrera | Total en su carrera | Total en su carrera | 98    | 4     | 0      | 0                   | 0                   | 0                   | 0                          | 0                          | 0                          | 98    | 4     | 0      |
| (1) Las copas nacionales se refiere a la Copa Argentina. (2) Las copas internacionales se refiere a la Copa Sudamericana. |                     |                     |       |       |        |                     |                     |                     |                            |                            |                            |       |       |        |